# Mimoun Mahi
Mimoun Mahi (Den Haag, 13 maart 1994) is een Marokkaans-Nederlands voetballer die doorgaans speelt als aanvaller. In augustus 2023 verruilde hij FC Utrecht voor De Graafschap. Mahi maakte in 2017 zijn debuut in het Marokkaans voetbalelftal.

## Clubcarrière
Mahi werd geboren in Den Haag en begon aldaar dan ook zijn carrière als voetballer, namelijk bij SC REMO, dat hij later verliet voor achtereenvolgens HSV Escamp en Quick Den Haag. In de zomer van 2011 stapte hij over naar Sparta Rotterdam, wat hem een jaar later overhevelde naar het eerste elftal. Hij mocht zijn debuut maken op 17 augustus 2012, in de uitwedstrijd tegen FC Den Bosch. In dit met 1–2 gewonnen duel verving hij in de tweede helft Quenten Martinus. Hij kwam dat seizoen achttien keer in actie, vooral als invaller. In de play-offs om promotie scoorde hij op 16 mei 2013 tegen Helmond Sport zijn eerste treffer voor Sparta. 
Tijdens een oefenduel met Jong FC Utrecht op 12 augustus 2013 raakte hij ernstig geblesseerd aan zijn meniscus. Hij werd geopereerd waarna hij zes maanden aan de kant moest staan. Op 19 januari 2014 maakte hij tegen Willem II zijn rentree. In de twintig wedstrijden die daarna volgden, was hij goed voor zes goals en drie assists. Hij begon het seizoen 2014/15 nog als speler van Sparta, maar genoot de interesse van Eredivisieclubs. Hij bleef bij Sparta steken op zeven goals en vier assists in 41 wedstrijden.
Op 21 augustus werd bekendgemaakt dat FC Groningen en Sparta Rotterdam een akkoord hadden bereikt over de transfer van Mahi naar FC Groningen. Op 22 augustus 2014 werd de transfer officieel gemaakt door de Groningers. Op 24 augustus maakte hij tegen ADO Den Haag (3-0 nederlaag) zijn debuut voor Groningen. Op 17 december was hij in de bekerwedstrijd tegen FC Volendam zijn eerste goal voor de club. Ook gaf hij een assist. Op 22 maart 2015 scoorde hij tegen FC Twente (2-2) zijn eerste Eredivisiegoal. Hij verscheen op 3 mei als linksbuiten in de basis van Groningen in de bekerfinale tegen PEC Zwolle, die Groningen met 0-2 won. Door drie verschillende blessures kwam Mahi in het seizoen 2015/16 weinig aan spelen toe. Toch kon hij knappe cijfers overleggen: hij scoorde vijf keer in de eerste tien wedstrijden van het seizoen, totdat hij kwetsuren kreeg aan achtereenvolgens zijn bovenbeen, zijn kuit en zijn knie. 
Het seizoen 2016/17 was Mahi op stoom. Hij werd dat seizoen meer als spits geposteerd dan als buitenspeler en dat leverde hem veel goals op. Tussen 5 april en 7 mei 2016 scoorde hij in vijf opeenvolgende wedstrijden een totaal van zeven goals, waarmee hij met zeventien goals in de Eredivisie als zesde eindigde op de topscorerslijst achter Enes Ünal (FC Twente, 18), Reza Ghoochannejhad (sc Heerenveen, 19), Samuel Armenteros (Heracles Almelo, 19), Ricky van Wolfswinkel (Vitesse, 20) en Nicolai Jørgensen (Feyenoord, 21). Ook het volgende seizoen begon Mahi goed met twee goals in de seizoensopener tegen streekrivaal sc Heerenveen (3-3). In oktober 2017 zette FC Groningen Mahi en Oussama Idrissi 'wegens ontoelaatbare houding en gedrag' uit de selectie. Negen dagen later keerden ze weer terug bij het eerste elftal. Dat seizoen was hij met zeven goals en zes assists in de Eredivisie nog steeds een belangrijke speler voor Groningen. Exact dezelfde cijfers kon Mahi ook in zijn laatste seizoen bij Groningen. In vijf seizoenen was Mahi bij Groningen goed voor 138 wedstrijden, 39 goals en negentien assists.
In 2019 liep zijn verbintenis in Groningen af. Hierop zette hij zijn handtekening onder een verbintenis voor de duur van drie seizoenen bij FC Zürich. Op 25 juni 2020 gaf hij als invaller tegen FC St. Gallen in een halfuur een hattrick aan assists om de wedstrijd met 4-0 te winnen. Dat was tevens zijn laatste wedstrijd voor Zürich, waarvoor hij negentien wedstrijden drie keer scoorde en vijf assists gaf.
Na een jaar in Zwitserland keerde Mahi terug naar Nederland, waar hij een contract voor vier seizoenen tekende bij FC Utrecht. Op 18 september 2020 maakte hij tegen VVV-Venlo (1-1) zijn debuut en gaf hij meteen een assist op de gelijkmaker van Sean Klaiber. Een week later scoorde hij tegen RKC Waalwijk (3-1 winst) zijn eerste goal voor Utrecht. Op 16 december scoorde hij tweemaal in de spectaculaire bekeruitschakeling tegen Ajax (5-4 nederlaag). Hij kwam tot negen goals in 25 wedstrijden in alle competities dat seizoen. Aan het einde van het seizoen 2021/22 en het grootste deel van de eerste seizoenshelft van de jaargang erop miste Mahi door blessures veel wedstrijden.
De aanvaller verkaste in januari 2023 op huurbasis naar SC Cambuur, dat ten tijde van de transfer op de laatste plek in de Eredivisie stond. Bij Cambuur speelde hij twaalf competitiewedstrijden, met daarin één doelpunt. Aan het einde van het seizoen degradeerde Cambuur naar de Eerste divisie. Na zijn verhuurperiode kreeg Mahi in juli 2023 de mededeling niet meer in de plannen van FC Utrecht voor te komen. Daardoor kreeg hij de ruimte voor het zoeken naar een nieuwe club. Hierop verkaste hij naar De Graafschap, waar hij voor drie jaar tekende. Hij debuteerde voor de Doetinchemmers op 21 augustus 2023, tegen Jong Ajax. Op 12 januari 2024 maakte hij zijn eerste doelpunt tegen ADO Den Haag.

## Clubstatistieken
| Seizoen | Club             | Competitie     | Competitie | Competitie | Beker | Beker | Internationaal | Internationaal | Nacompetitie | Nacompetitie | Totaal | Totaal |
| Seizoen | Club             | Competitie     | Wed.       | Dlp.       | Wed.  | Dlp.  | Wed.           | Dlp.           | Wed.         | Dlp.         | Wed.   | Dlp.   |
| ------- | ---------------- | -------------- | ---------- | ---------- | ----- | ----- | -------------- | -------------- | ------------ | ------------ | ------ | ------ |
| 2012/13 | Sparta Rotterdam | Eerste divisie | 15         | 0          | 0     | 0     | —              | —              | 3            | 1            | 18     | 1      |
| 2013/14 | Sparta Rotterdam | Eerste divisie | 15         | 3          | 0     | 0     | —              | —              | 6            | 3            | 21     | 6      |
| 2014/15 | Sparta Rotterdam | Eerste divisie | 2          | 0          | 0     | 0     | —              | —              | —            | —            | 2      | 0      |
| 2014/15 | FC Groningen     | Eredivisie     | 26         | 1          | 5     | 1     | —              | —              | —            | —            | 31     | 2      |
| 2015/16 | FC Groningen     | Eredivisie     | 13         | 5          | 2     | 0     | 3              | 0              | —            | —            | 18     | 5      |
| 2016/17 | FC Groningen     | Eredivisie     | 32         | 17         | 2     | 0     | —              | —              | —            | —            | 34     | 17     |
| 2017/18 | FC Groningen     | Eredivisie     | 26         | 7          | 1     | 0     | —              | —              | —            | —            | 27     | 7      |
| 2018/19 | FC Groningen     | Eredivisie     | 28         | 8          | 0     | 0     | —              | —              | —            | —            | 28     | 8      |
| 2019/20 | FC Zürich        | Super League   | 18         | 2          | 1     | 1     | —              | —              | —            | —            | 19     | 3      |
| 2020/21 | FC Utrecht       | Eredivisie     | 22         | 7          | 1     | 2     | —              | —              | 2            | 0            | 25     | 9      |
| 2021/22 | FC Utrecht       | Eredivisie     | 21         | 4          | 1     | 0     | —              | —              | 1            | 0            | 23     | 4      |
| 2022/23 | FC Utrecht       | Eredivisie     | 2          | 0          | 0     | 0     | —              | —              | —            | —            | 2      | 0      |
| 2022/23 | → SC Cambuur     | Eredivisie     | 12         | 1          | 0     | 0     | —              | —              | —            | —            | 12     | 1      |
| 2023/24 | De Graafschap    | Eerste divisie | 22         | 3          | 1     | 0     | —              | —              | 2            | 0            | 25     | 3      |
| 2024/25 | De Graafschap    | Eerste divisie | 18         | 4          | 3     | 0     | —              | —              | —            | —            | 21     | 4      |
| Totaal  | Totaal           | Totaal         | 272        | 63         | 17    | 4     | 3              | 0              | 14           | 4            | 306    | 71     |

Bijgewerkt op 14 april 2025.

## Interlandcarrière
Mahi maakte zijn debuut in het Marokkaans voetbalelftal op 1 september 2017, toen een kwalificatiewedstrijd voor het WK 2018 met 6–0 gewonnen werd van Mali. Mahi, die tien minuten voor tijd mocht invallen voor Khalid Boutaïb (die ook had gescoord), was verantwoordelijk voor de zesde en laatste treffer. De andere goals kwamen van Hakim Ziyech (tweemaal), Achraf Hakimi en Fayçal Fajr. Ruim een maand later speelde hij zijn tweede interland.
| Interlands van Mimoun Mahi voor Marokko | Interlands van Mimoun Mahi voor Marokko | Interlands van Mimoun Mahi voor Marokko | Interlands van Mimoun Mahi voor Marokko | Interlands van Mimoun Mahi voor Marokko | Interlands van Mimoun Mahi voor Marokko | Interlands van Mimoun Mahi voor Marokko |
| №                                       | Datum                                   | Wedstrijd                               | Uitslag                                 | Competitie                              | Goals                                   |                                         |
| Als speler bij FC Groningen             | Als speler bij FC Groningen             | Als speler bij FC Groningen             | Als speler bij FC Groningen             | Als speler bij FC Groningen             | Als speler bij FC Groningen             | Als speler bij FC Groningen             |
| --------------------------------------- | --------------------------------------- | --------------------------------------- | --------------------------------------- | --------------------------------------- | --------------------------------------- | --------------------------------------- |
| 1                                       | 1 september 2017                        | Marokko – Mali                          | 6 – 0                                   | WK 2018 kwalificatie                    | 88'                                     |                                         |
| 2                                       | 10 oktober 2017                         | Zuid-Korea – Marokko                    | 1 – 3                                   | Vriendschappelijk                       |                                         |                                         |

Bijgewerkt op 14 april 2025.

## Erelijst
| KNVB Beker | 1 | 2014/15 |